# جام ملت‌های اروپا ۱۹۶۸
جام ملت‌های اروپا ۱۹۶۸ سومین دوره مسابقات جام ملت‌های اروپا است که در سه شهر ایتالیا یعنی رم، ناپل و فلورانس برگزار شد. این بازی‌ها از روز ۵ ژوئن تا ۱۰ ژوئن برگزار شد.
در این سال نام جام ملت‌های اروپا به قهرمانی اروپا تغییر یافت.
این بازی‌ها با حضور چهار تیم که عبارتند از ایتالیا، اتحاد شوروی، انگلستان و یوگسلاوی به صورت حذفی برگزار شد که ایتالیا قهرمان شد، یوگسلاوی دوم شد، انگلستان مقام سومی را به دست‌آورد و اتحاد شوروی چهارم شد.

## مرحله نهایی

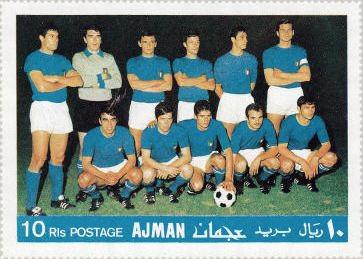
The Italian team commemorated on a ۱۹۶۸ عجمان stamp

All time are CET/زمان اروپای مرکزی
|  | نیمه‌نهایی‌                          | نیمه‌نهایی‌                          |       |                              | نهایی                                           | نهایی |  |
|  |                                    |                                    |       |                              |                                                 |       |  |
|  | 5 ژوئن – ناپل (ورزشگاه سن پائولو)  |                                    |       |                              |                                                 |       |  |
|  | اتحاد جماهیر شوروی                 | ۰                                  |       |                              |                                                 |       |  |
|  | ایتالیا (coin toss)                | ۰                                  |       |                              |                                                 |       |  |
|  |                                    |                                    |       |                              |                                                 |       |  |
|  |                                    |                                    |       |                              | ۸ ژوئن – رم (ورزشگاه المپیک) (replayed ۱۰ ژوئن) |       |  |
|  |                                    |                                    |       |                              | ایتالیا                                         | ۲ (۱) |  |
|  |                                    | یوگسلاوی                           | ۰ (۱) |                              |                                                 |       |  |
|  |                                    |                                    |       |                              |                                                 |       |  |
|  |                                    |                                    |       |                              |                                                 |       |  |
|  |                                    |                                    |       |                              | مقام سومی                                       |       |  |
|  | ۵ ژوئن – فلورانس (Stadio Comunale) | ۵ ژوئن – فلورانس (Stadio Comunale) |       | ۸ ژوئن – رم (ورزشگاه المپیک) | ۸ ژوئن – رم (ورزشگاه المپیک)                    |       |  |
|  | انگلستان                           | ۰                                  |       | انگلستان                     | ۲                                               |       |  |
|  | یوگسلاوی                           | ۱                                  |       |                              | اتحاد جماهیر شوروی                              | ۰     |  |

### نیمه نهایی
| ایتالیا | ۰ – ۰ (a.e.t.) | اتحاد جماهیر شوروی |
| ------- | -------------- | ------------------ |
|         |                |                    |

| یوگسلاوی   | ۱ – ۰ | انگلستان |
| ---------- | ----- | -------- |
| دزاجیچ ۸۷' |       |          |

### مقام سوم play-off
| انگلستان               | ۲ – ۰ | اتحاد جماهیر شوروی |
| ---------------------- | ----- | ------------------ |
| چارلتون ۳۹' · هرست ۶۳' |       |                    |

### فینال
| ایتالیا      | ۱ – ۱ (a.e.t.) | یوگسلاوی   |
| ------------ | -------------- | ---------- |
| دومنگینی ۸۰' |                | دزاجیچ ۳۲' |

#### Replay
| ایتالیا                 | ۲ – ۰ | یوگسلاوی |
| ----------------------- | ----- | -------- |
| ریوا ۱۲' · آناستاسی ۳۱' |       |          |

برترین گلزن این بازی‌ها با به ثمر رساندن دو گل به این مقام رسیده است.

## بهترین گلزنان

### ۲ گل
- دراگان جاییچ

### ۱ گل
- لوئیجی ریوا
- آنجلو دومنگینی
- پیترو آناستاسی
- جف هرست
- بابی چارلتون

| قهرمان جام ملت‌های اروپا ۱۹۶۸ |
| ایتالیا اولین بار            |
| ---------------------------- |